# Мъдъруел
Вижте пояснителната страница за други значения на Мъдъруел.
Мъ̀дъруел (на английски: Motherwell, на гаелски Tobar na Màthar, на шотландски Mitherwall и Mitherwill) е град в централната част на Шотландия.

## География
Градът е главен административен център на област Северен Ланаркшър. Разположен е на около 15 km на югоизток от Глазгоу. Население 30 311 жители от преброяването през 2001 г.

## История
Получава статут на град през 1865 г.

## Икономика
Промишленото развитие на областта и града датират от ранното 19-о столетие. Това развитие е подпомогнато от експлоатацията на местните залежи на каменни въглища. Мъдъруел е важен промишлен център в областта с голям стоманолеярен завод. Машиностроене, производство на метални продукти и текстил. ЖП и шосеен транспортен възел.

## Спорт
Представителният футболен отбор на града носи името ФК Мъдъруел. Редовен участник е в първото ниво на шотландския футбол Шотландската премиър лига.

## Личности
Родени
- Анди Томсън (р. 1971), шотландски футболист
- Дуги Уайт (р. 1960), шотландски рокпевец